# Pacific Creek (Snake River)
Der Pacific Creek ist ein etwa 55 km langer, linker Nebenfluss des Snake River im Nordwesten des US-Bundesstaates Wyoming.

## Verlauf
Der Pacific Creek entsteht durch die Bifurkation des North Two Ocean Creek an der als Parting of the Waters bezeichneten Stelle auf der kontinentalen Wasserscheide in den Absaroka Mountains im nördlichen Teton County auf einer Höhe von 2478 m, etwa 35 km nordöstlich von Moran und 70 km nordwestlich von Dubois. Der Fluss verläuft von dort durch in teils mäandrierendem Verlauf durch die Teton Wilderness des Bridger-Teton National Forest in südwestliche Richtung und erhält mit Mink Creek und Gravel Creek größere Zuflüsse. Im Unterlauf verläuft der Pacific Creek als verflochtener Fluss und fließt auf seinen letzten Kilometern durch den Grand-Teton-Nationalpark. Er erhält unter anderem den Abfluss der Seen Two Ocean Lake und Emma Matilda Lake und mündet nach Unterqueren des U.S. Highway 89/191 in Moran im Buffalo Meadow im nördlichsten Teil des Tals Jackson Hole auf einer Höhe von 2052 m in den hier nach Süden verlaufenden Snake River. Der Fluss ist als National Wild and Scenic River ausgewiesen.
Der Pacific Creek entsteht durch die einzige Flussbifurkation auf der kontinentalen Wasserscheide Nordamerikas. Dabei fließt das Wasser des von Norden kommenden North Two Ocean Creek sowohl dem Columbia-Snake-Flusssystem als auch dem Mississippi-Missouri Flusssystem zu. Der Bifurkationspunkt Parting of the Waters liegt wenige Kilometer südlich des Yellowstone-Nationalparks und ist unter anderem über den Continental Divide Trail erreichbar.

## Hydrologie
Der Pacific Creek ist als Nebenfluss des Snake River Teil des Einzugsgebietes des Columbia River, der in den Pazifischen Ozean entwässert. Das Einzugsgebiet des Pacific Creek umfasst ein Gebiet von etwa 430 km² und grenzt an die Einzugsgebiete von Atlantic Creek und Yellowstone River im Nordosten, North Buffalo Fork im Südosten, Buffalo Fork im Süden, Pilgrim Creek im Westen, Wolverine Creek im Nordwesten sowie Snake River im Norden.  Der mittlere Abfluss am Pegel oberhalb der Mündung beträgt 7,36 m³/s, was einer hohen Abflussspende von 17,1 l/(s·km²) entspricht. Die mit Abstand größten Abflüsse finden sich in den Monaten Mai und Juni. Damit ist der Pacific Creek einer der wasserreichsten Zuflüsse des Snake River an dessen Oberlauf in Wyoming.

## Belege
1. 1 2 3 4  Pacific Creek (Snake River). In: Geographic Names Information System. United States Geological Survey, United States Department of the Interior (englisch).
2. ↑  USGS 13011500 PACIFIC CREEK AT MORAN, WY. Abgerufen am 7. Juli 2025.